# Himertosoma vakinankaratrum
Himertosoma vakinankaratrum là một loài tò vò trong họ Ichneumonidae.